# Skróty i skrótowce używane w NATO – I
- I AND W - Indicators and Warnings - wskaźniki i urządzenia ostrzegające

- I&W - Indicators And Warnings - przesłanki i ostrzeżenia

- IADS - Integrated Air Defence System - zintegrowany system obrony powietrznej
- IATA - International Air Transport Association - Międzynarodowe Stowarzyszenie Przewoźników Powietrznych
- IAP - Instrument Approach Procedures - procedury podejścia na przyrządy
- IAPC - International Auditing Practices Committee - Komitet ds. Wykonywania Audytów Międzynarodowych
- IAR - Intelligence Area of Responsibility - obszar odpowiedzialności wywiadu
- IAU - Infrastructure Accounting Unit
  - jednostka księgowa infrastruktury
  - jednostka przeliczeniowa infrastruktury

- ICAO - International Civil Aviation Organisation - Organizacja Międzynarodowego Lotnictwa Cywilnego
- ICAOC - Interim Combined Air Operations Centre - tymczasowy połączony ośrodek dowodzenia działaniami powietrznymi
- ICAPS - Integrated Command Anti-Submarine Warfare Prediction System - Połączone Dowództwo Orzekające o Uzbrojeniu do Zwalczania Okrętów Podwodnych
- ICBM - Intercontinental Ballistic Missile - międzykontynentalny pocisk balistyczny
- ICP - Infrastructure Capability Package - pakiet możliwości infrastrukturalnych
- ICW - In Compliance With
  - stosownie do ...
  - zgodnie z...

- ID - Identification - identyfikacja
- IDCAOC - Interim Deployable Combined Air Operations Centre - tymczasowy mobilny połączony ośrodek dowodzenia działaniami powietrznymi

- IFAC - International Federation of Accountants - Międzynarodowe Stowarzyszenie Księgowych
- IFF - Identification Friend Or Foe - rozpoznanie swój / obcy
- IFR - Instrument Flight Rules - przepisy wykonywania lotów według przyrządów

- IHSC - International HQ & Support Command - Międzynarodowa Kwatera Główna i Dowództwo Sił Wsparcia

- IIR - Imaging Infra Red - termowizja

- ILPC - Initial Logistic Planning Conference - wstępna konferencja planowania logistycznego
- ILS
  - Integrated Logistic Support - zintegrowane zabezpieczenie logistyczne
  - Instrumental Landing System - system lądowania samolotów, statków powietrznych

- IMO - International Maritime Organisation - Międzynarodowa Organizacja Morska
- IMS - International Military Staff - międzynarodowy sztab wojskowy

- INFLIGHTREP - In-Flight Report - meldunek z powietrza
- INS - Inertial Navigation System - system nawigacji bezwładnościowej
- INTREP - Intelligence Report - meldunek rozpoznawczy
- INTSUM - Intelligence Summary - komunikat rozpoznawczy

- IPB - Intelligence Preparation Of The Battlefield - rozpoznanie przygotowawcze pola walki

- IRBM - Intermediate-Range Ballistic Missile - pocisk balistyczny średniego zasięgu
- IRC - In-Flight Refuelling Control - kontrola tankowania w powietrzu
- IRCC - International Radio Consultative Committee - Międzynarodowa Komisja Konsultacyjna ds. Komunikacji Radiowej
- IRF - Immediate Reaction Forces - siły natychmiastowego reagowania
- IRU - Inertial Reference Unit - bezwładnościowy układ odniesienia

- IS - International Staff - sztab międzynarodowy
- ISTAR - Intelligence, Surveillance, Target Acquisition And Reconnaissance - rozpoznanie, obserwacja, wskazywanie obiektów uderzeń i rozpoznanie pola walki

- ITEC - Improved Theatre Nuclear Forces Emergency Communications - łączność awaryjna rozwiniętego teatru działań sił nuklearnych